# Nuklearer Winter
Nuklearer Winter bezeichnet die Verdunkelung und Abkühlung der Erdatmosphäre als Folge einer großen Anzahl von Kernwaffenexplosionen.

## Szenarien
Die Forschung zum nuklearen Winter beschreibt mehrere voneinander unabhängige Effekte, die nach einem großflächigen Einsatz von Atomwaffen nach Ansicht der Autoren zu einem nuklearen Winter führen können:
- Durch die Wucht der Explosionen wird eine große Menge Staub in die Atmosphäre geschleudert
- Große Flächenbrände werden durch die Hitzeentwicklung entzündet und erzeugen dichten Rauch
- Großbrände in den getroffenen Städten verbrennen große Mengen an Öl und Kunststoffen, die einen noch dichteren Rauch erzeugen als Waldbrände

Durch die enorme Hitze dieser großflächigen Feuer würden Rauch, Ruß und Staub sehr hoch in die Atmosphäre gelangen, so dass es je nach Ausmaß der Zerstörung Wochen oder Monate dauern werde, bis sie wieder abgesunken oder ausgewaschen seien. Während dieser Zeit würde ein Großteil des einfallenden Sonnenlichts von ihnen absorbiert, so dass die Oberflächentemperatur um etwa 11 bis 22 K (Kelvin) sänke. Die Kälte einerseits und die dadurch entstehenden Ernteausfälle mit nachfolgender Hungersnot andererseits wären danach für eine viel höhere Anzahl an Opfern verantwortlich als die Bomben selbst.
Die ersten Modellrechnungen zum Konzept des nuklearen Winters litten unter den damals begrenzten Rechnerkapazitäten. So wurde nur ein kleiner Teil der Atmosphäre modelliert, und auch der Einfluss von Ozeanen auf das Klima konnte nicht berücksichtigt werden. In Modellrechnungen aus dem Jahr 2007 mit dem reduzierten Arsenal nach dem Ende des Kalten Kriegs zeigt sich, dass die Effekte damals eher unterschätzt wurden. Unter Verwendung des NASA-ModelE, das auch zur Simulation der Erderwärmung und anderer aktueller Klimafragen benutzt wird, konnten Robock und Kollegen zeigen, dass die Durchschnittstemperatur auf der Erdoberfläche je nach Ausmaß des Nuklearschlags um 6 bis 8 K absinken würde; große Bereiche in Nordamerika und Eurasien inklusive aller landwirtschaftlich relevanten Gegenden dort würden sogar mehr als 20 bzw. 30 K abkühlen. Dieser Effekt hielt für die gesamte Simulationsdauer von zehn Jahren an.
Eine Modellrechnung von 2014, welche einen begrenzten Atomkrieg zwischen Indien und Pakistan mit dem Einsatz von fünfzig 15-kt-Sprengköpfen darstellte, zeigte eine Reduktion der Vegetationsperiode um 10 bis 40 Tage durch niedrigere Temperaturen und eine Verminderung der Ozonschicht um ein Drittel bis die Hälfte.

## Wissenschaftsgeschichte

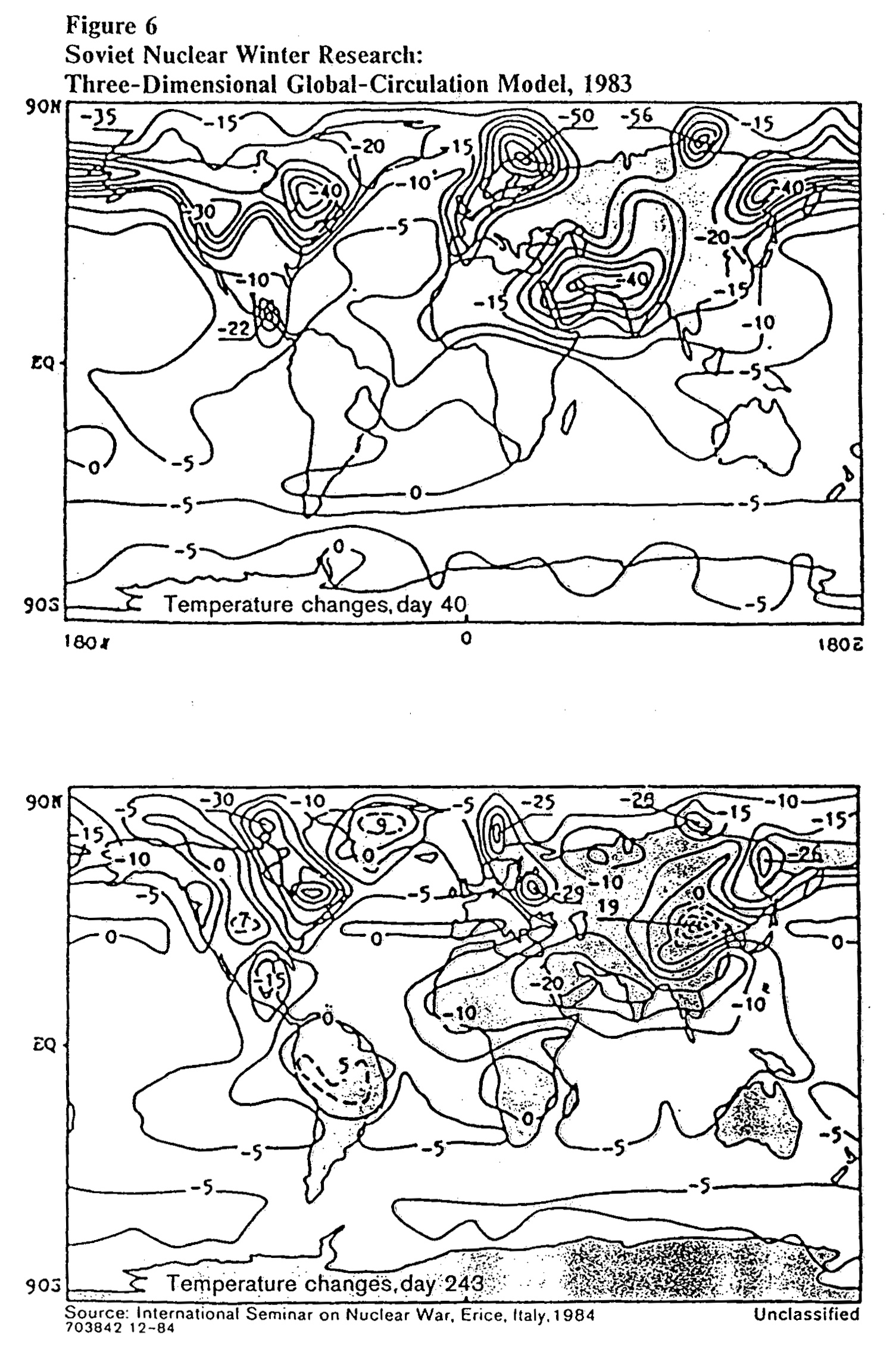
Diagramm veröffentlicht durch die CIA basierend auf den errechneten Temperaturveränderungen aus Alexandrow/Stenchikow, 1983

Da bisher kein Einsatz von Kernwaffen mit ausreichender Sprengkraft erfolgt ist, liegen keine direkten Beobachtungen des Phänomens vor. 1974 wies John Hampson in der Wissenschaftszeitschrift Nature auf die Möglichkeit der Schädigung der Ozonschicht durch Nuklearwaffen hin. Dabei rechnete der Autor mit einer mehrjährigen Schädigung der Ozonschicht durch Nitroverbindungen. Infolgedessen würde mehr schädigende UV-Strahlung auf der Planetenoberfläche auftreffen. 1982 publizierten Paul J. Crutzen und John W. Birks eine Modellrechnung für das Klima nach einem ausgedehnten nuklearen Schlagabtausch in einer Zeitschrift der schwedischen Akademie der Wissenschaften. Sie kamen zu dem Schluss, dass eine Abkühlung über eine längere Zeit nach den Explosionen wahrscheinlich sei. Die Nahrungsmittelproduktion würde auf der nördlichen Hemisphäre zusammenbrechen. Als Hauptursache nahmen die Autoren Nitrosegase und Sauerstoffradikale aus Bränden nach den Detonationen an.
1983 machten Turco und Mitarbeiter in der Fachzeitschrift Science in einer Modellrechnungsstudie auf die direkten und indirekten Schäden von Kernwaffenexplosionen aufmerksam. Die Studie wurde nach den Initialen ihrer Autoren auch als  TTAPS-Studie bezeichnet und prägte den Begriff nuklearer Winter (engl. nuclear winter). Sie stellte ein Szenario mit einer mehrwöchigen Abkühlung auf −15 bis −25 Grad Celsius beim Einsatz mehrerer tausend Megatonnen vor. Ebenso postulierten die Autoren, dass bereits ab 100 Megatonnen über Großstädten eine merkliche Temperaturabkühlung auf wenige Grade über dem Gefrierpunkt eintreten könnte. Sie berechneten Wald- und Baubrände sowie den direkt durch Luft- und Bodenexplosionen verursachten Anfall von Staub. Sie merkten jedoch auch an, dass viele Parameter noch unerforscht und nicht berücksichtigt worden seien. Im selben Jahr kam eine sowjetische Forschergruppe um Wladimir W. Alexandrow auf Basis eines eigenen Modells zu ähnlichen Ergebnissen wie die TTAPS-Studie.
Sechs amerikanische Wissenschaftler postulierten in einer 1984 veröffentlichte Studie, dass der Einsatz von Atomwaffen mit einer Gesamtsprengkraft von 5000 Megatonnen unweigerlich die Erde verdunkeln würde.
1990 legte das TTAPS-Team eine Folgestudie vor, die, basierend auf Laborexperimenten, neuen Daten anderer Forschergruppen und verfeinerten Klimamodellen, eine detaillierte Prognose enthielt. Im Falle eines Nuklearkriegs sagte die Studie Abnahmen der Durchschnittstemperatur um 20 K und 75 % weniger Niederschlag in den mittleren Breitengraden vorher. Ebenso wurde die Hypothese aufgestellt, dass durch eine Stabilisierung der mittleren Atmosphärenschichten der Austausch zwischen den Hemisphären befördert würde. Infolgedessen würde auch die Südhalbkugel von den Folgen eines Krieges auf der Nordhalbkugel betroffen sein.